# Volta de la Capella Sixtina
La volta de la capella Sixtina és coneguda per la decoració pictòrica que el papa Juli II va encarregar a Miquel Àngel l'any 1508. Havia de substituir la pintura que ja hi havia a la part de la volta de la capella Sixtina, a la Ciutat del Vaticà, que consistia en un fons blau amb estrelles daurades, obra realitzada per Piero Matteo d'Amelia, que seguia la tradició dels temples paleocristians.
A la volta de canó rebaixada, l'artista va dissenyar una complicada arquitectura, on va incloure el desenvolupament d'històries del Gènesi narrades des de l'extrem de l'altar fins a la porta d'entrada de la capella, en una superfície de més de cinc-cents metres quadrats. Miquel Àngel hi va estar treballant des del 1508 fins a la tardor del 1512, i ho va fer tot sol, sense ajudants. L'1 de novembre del 1512, amb la volta acabada, s'hi va celebrar la primera missa.

## Preparació

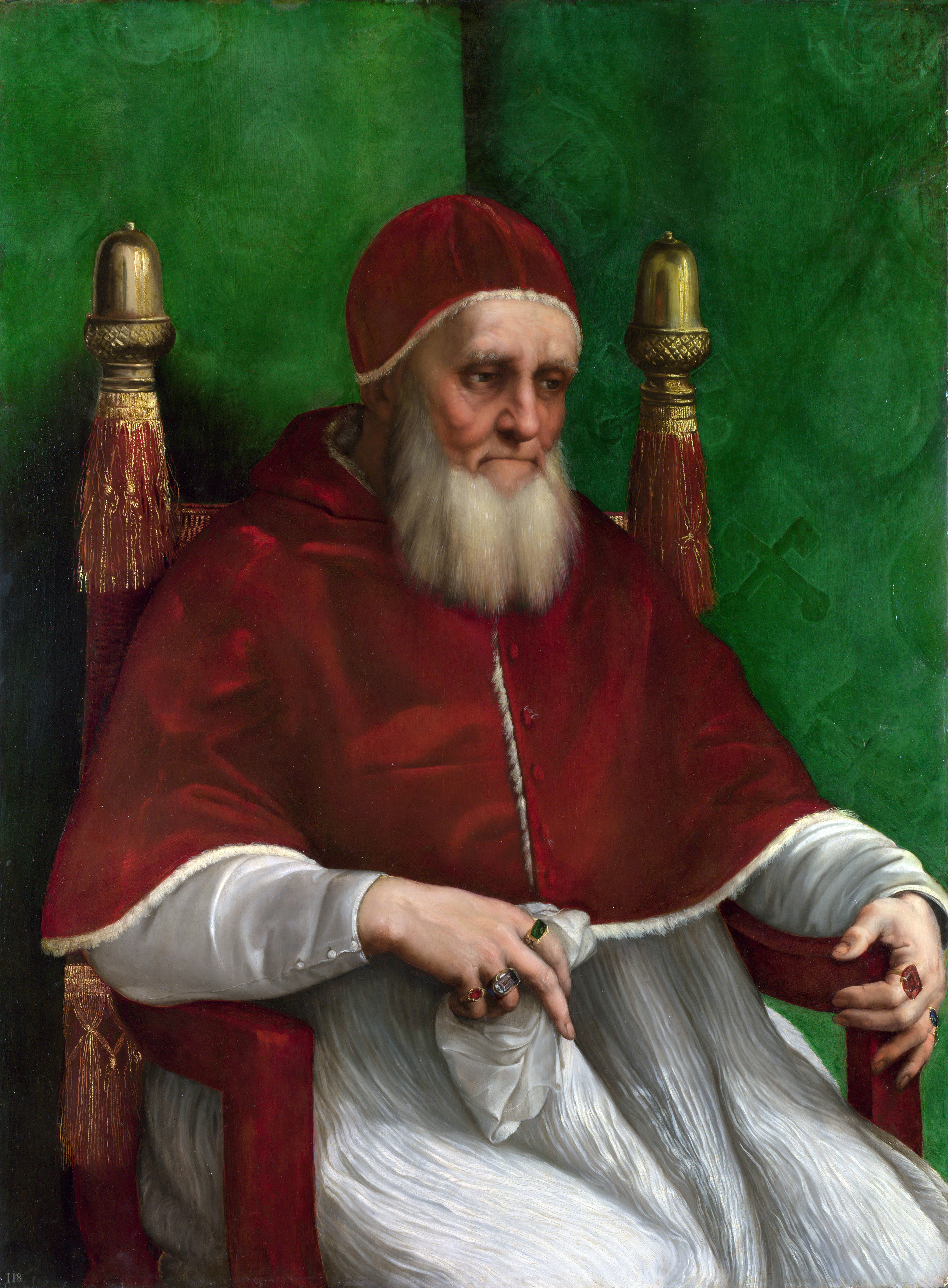
El papa Juli II, el 1508, va encarregar a Miquel Àngel la decoració de la volta de la capella Sixtina

L'any 1505, per recomanació de l'arquitecte Giuliano da Sangallo, Juli II va fer venir a Roma l'escultor Miquel Àngel, perquè li fes una proposta per construir la seva tomba; l'artista presentà l'esbós d'un magnífic mausoleu que el papa va acceptar i, llavors, marxà a Carrara per triar-hi els marbres necessaris. Mentrestant, al Vaticà, Bramante succeeix Sangallo en el càrrec d'arquitecte, i inicia una trama contra Miquel Àngel; convenç el papa que no s'ha de construir una tomba per a un viu, i el papa renuncià de moment al projecte i, sense consultar Miquel Àngel, va decidir que seria ell qui decoraria la volta de la capella Sixtina. Els seus enemics, amb Bramante al capdavant, pensaven que no ho podria portar a bon terme i que, d'aquesta manera, perdria el prestigi assolit. Miquel Àngel, en assabentar-se'n, i ofès per no poder ser rebut pel papa, marxà a Florència. Finalment, però, després de diversos requeriments papals, es trobà amb Juli II a Bolonya, i allà realitzà una estàtua en bronze del papa. Posteriorment, tornà a Roma i el 10 de maig del 1508 i signà el contracte per a l'execució de la decoració del fresc de la volta de la capella Sixtina.

Miquel Àngel es va passar gairebé un any fent esbossos i preparant l'encàrrec de Juli II, una tasca que es convertiria en una de les creacions més impressionants de l'art occidental. Ens podem fer una idea de la grandiositat d'aquest projecte gràcies als dos dibuixos existents al Museu Britànic de Londres. La decoració de la volta, per desig de Juli II, s'havia de realitzar amb les figures dels dotze apòstols, i el centre hauria d'estar ple d'ornaments d'acord amb el costum de l'època. Ja en aquesta primera idea de l'artista, s'observa la complexa articulació d'una arquitectura simulada per, d'aquesta manera, poder-hi encaixar totes les figures. En una carta dirigida al seu amic Fatteschi, deixà escrit: 
| «             | ... tan bon punt vaig haver fet alguns dibuixos, em va semblar que resultaria cosa pobra; per això (Juli II) em va fer un altre encàrrec incloent-hi les històries de sota, i em va dir que fes el que volgués a la volta. | » |
| — Buonarrotti | |   |

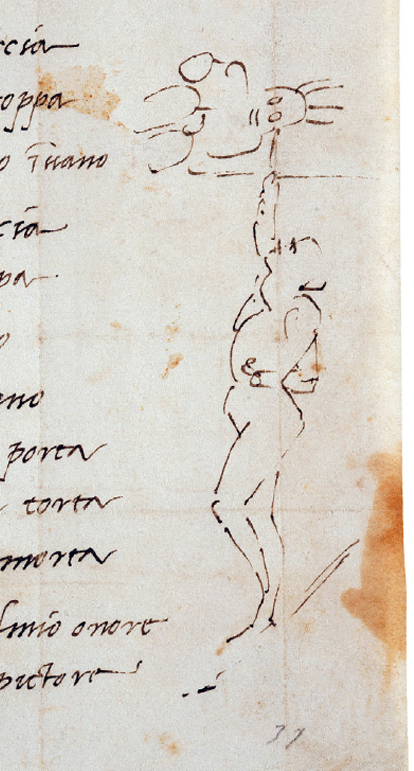
Dibuix fet al sonet, en què es veu com li queia la pintura damunt

La relació entre Juli II i Miquel Àngel va estar plena de contínues discussions, però també influenciada per l'admiració que sentien l'un per l'altre. En aquells temps, no era gens habitual que el comitent deixés plena llibertat per triar el tema, i menys si es tractava d'un papa. Probablement, va influir-hi la confiança que Juli II tenia en Miquel Àngel; no solament confiava en la seva capacitat artística, sinó també en la seva gran cultura, en el fet que era un home d'idees, i afegint-hi la gran fama que l'artista ja havia aconseguit.

El tema triat fou una interpretació neoplatònica de la història del món i de la humanitat abans de la vinguda de Crist. Encara que la narració va de l'altar fins a l'entrada, Miquel Àngel va començar l'obra en el sentit invers, des de la paret de l'entrada fins al fons de l'altar. Hi va estar treballant durant quatre anys, enfrontant-se amb grans dificultats a causa de la seva inexperiència amb la tècnica de la pintura al fresc. Per exemple, quan tenia pintada una part de la volta, els frescs van quedar coberts per una capa blanca de sals i per poder-ho solucionar va haver de recórrer als consells de Giuliano da Sangallo i Francesco Granacci. Va patir diversos entrebancs: va haver de muntar novament les bastides, i va passar per dificultats econòmiques per la manca de pagament, fet que queda demostrat en la carta que va dirigir al seu germà el 18 de setembre del 1512: 
| « | que jo no tinc ni un grosso i estic, es pot dir que descalç i nu, i no puc rebre el que encara falta que em paguin mentre no hagi acabat l'obra; i pateixo grandíssimes privacions i fatigues. | » |

Vasari diu que quan pintava la volta, ho feia estirat sobre la bastida i li anava caient pintura al damunt; per aquest motiu, Miquel Àngel va tenir problemes als ulls. Acabada l'obra, el pintor va escriure un sonet, en clau humorística, en el qual reflectia en quines condicions havia hagut de realitzar la feina. Anava dirigit al seu amic Giovanni da Pistoia, i es conserva a la casa Buonarroti:
| « | De penar en aquest treball m'he guanyat un goll, com les galteres que els produeix l'aigua als gats de la Llombardia... Els lloms se m'han enfonsat a la panxa, faig del cul, per contrapès, gropa, i, perduts els ulls, faig passes en fals. Per davant se m'allarga la pell, i, en inclinar-me cap enrere, se m'ajunta de tal manera que a poc a poquet reculo com un arc sirià. Amb això, els meus judicis són erronis i extravagants, ja que malament es pot apuntar i disparar amb una sarbatana torçada. Defensa tu ara, Giovanni, la meva pintura morta i el meu honor, ja que ni es troba en bon lloc, ni jo sóc pintor. | » |

Entre els estudis realitzats per les sibil·les, destaquen els de la Sibil·la de Líbia, de l'any 1511, conservats al Metropolitan Museum of Art de Nova York; pertany ja a una fase avançada però no la definitiva, ja que la figura apareix nua, amb un tors massa musculós, que sembla viril. A més a més, en la pintura, l'avantbraç esquerre acabarà més avall que en el dibuix i el tors guanyarà en inclinació. Al revers d'aquest mateix dibuix, hi ha un estudi sobre la posició de les cames.
|  |  |

## Composició
Els elements arquitectònics simulats aconsegueixen multiplicar els marcs de la volta i separen les diverses escenes. La franja central està dividida en nou rectangles amb escenes del Gènesi: les tres primeres sobre la creació del món, tres més sobre la creació de l'ésser humà i, les tres últimes, sobre la història de Noè. A la volta, tracta les imatges de l'Antic Testament; a l'edat mitjana, aquesta temàtica és una de les preferides i es troba sovint a les portalades de les esglésies romàniques o de les portes de les catedrals gòtiques; al Renaixement, roman un tema favorit pels artistes, però perd una mica el caràcter religiós per convertir-se en estudis d'anatomia. Entre aquestes escenes, es troben figures nues, anomenades ignudis, que sostenen deu grans medallons que simulen ser de bronze, amb escenes del Llibre dels reis. Les quatre cantonades de la volta, en forma de triangle, representen escenes de la lluita d'Israel per aconseguir la seva llibertat. A tots dos costats de la part central, assegudes en trons, apareixen les sibil·les i els profetes i, finalment, als triangles més petits i sobre les finestres, queden representats els avantpassats de Jesús.
Es creu que Miquel Àngel va realitzar l'estructura arquitectònica simulada de la volta amb un cert sentit gòtic, però no és així, ja que no va fer cap creueria; tan sols els triangles que hi ha damunt les llunetes podrien recordar en alguna cosa l'estil gòtic; però, de fet, s'assembla més a la nau central d'un saló romà o, també, d'un temple romànic, organitzat en trams transversals.

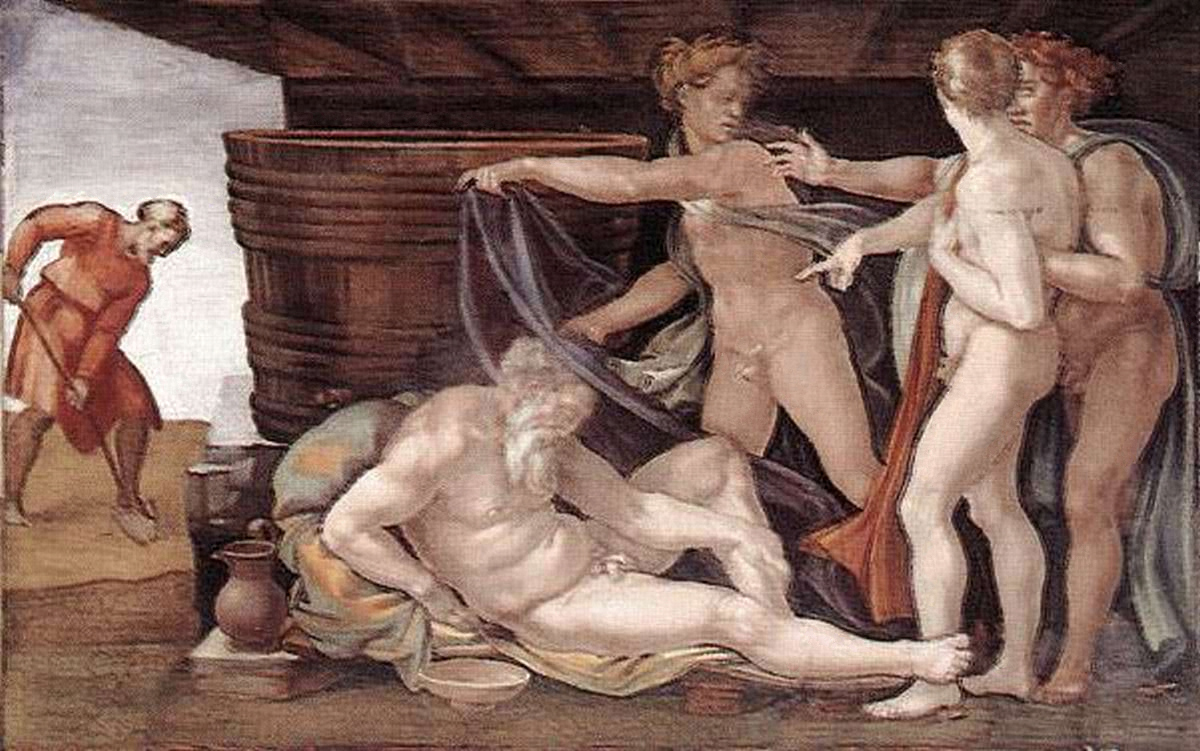
L'embriaguesa de Noè

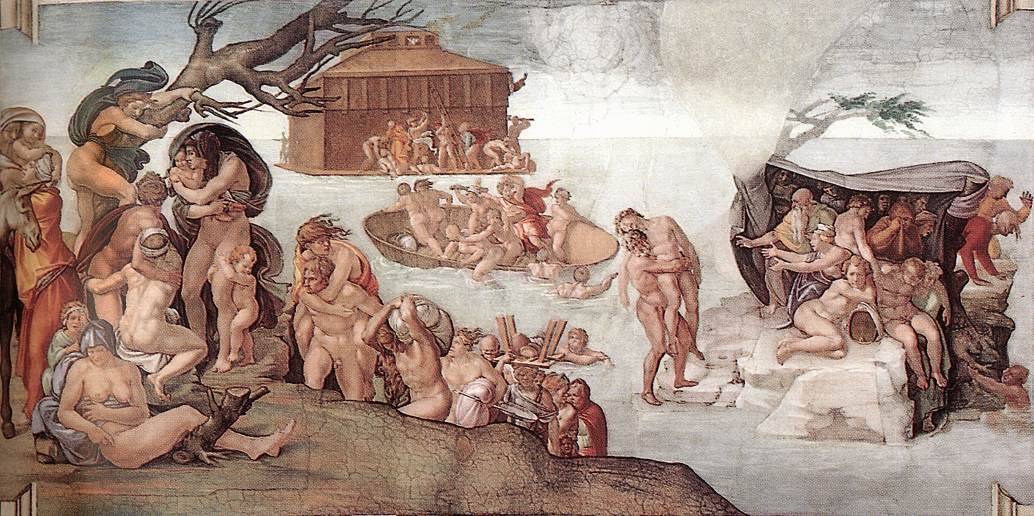
El diluvi

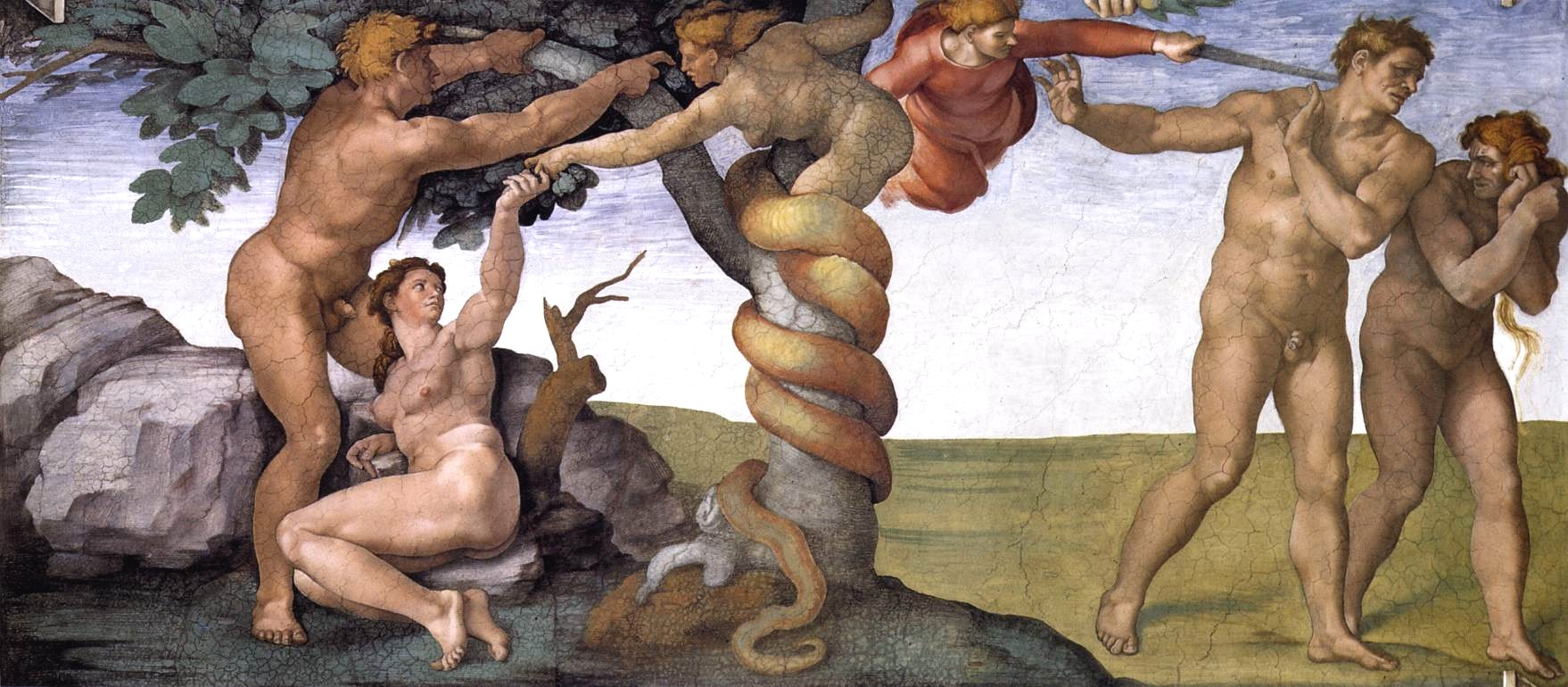
Pecat original i expulsió del Paradís

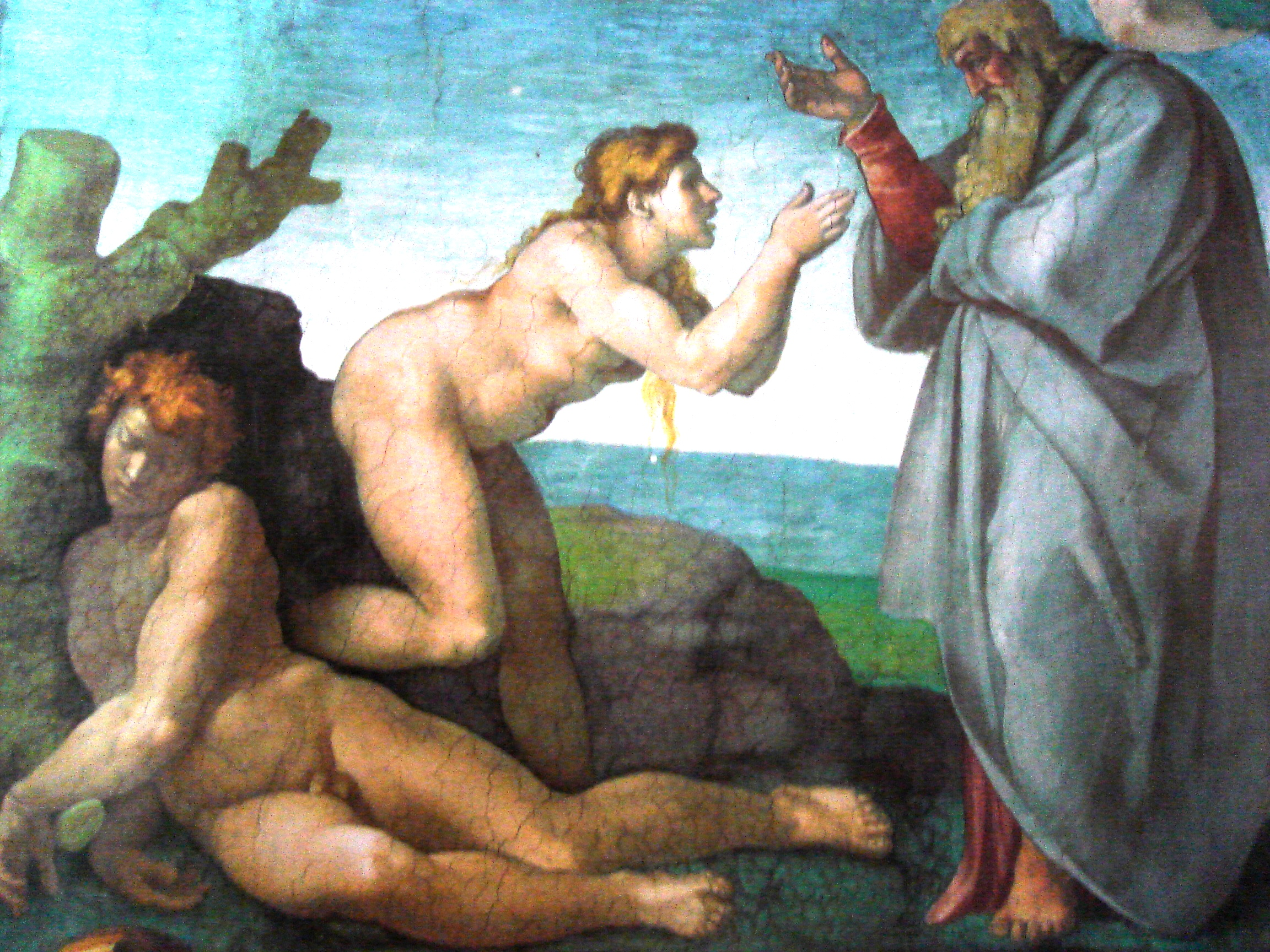
Creació d'Eva

### Part central
Des de la porta d'entrada cap a l'altar, les escenes estan repartides en quatre de més grans i cinc de més petites, que són les que es troben emmarcades pels ignudi. Així, es comença i s'acaba amb una escena petita.
1. L'embriaguesa de Noè (Gènesi, 4,20). S'observa a Noè embriagat i adormit; Cam avisa els seus germans, Sem i Jàfet, que amb el seu mantell tapen la nuesa del pare. L'aspecte escultural de les figures i la seva actitud clàssica revelen la influència dels relleus antics. La senzillesa de l'esquema de la composició fa que la càrrega de la pintura faci èmfasi en el significat moral, en el fet que els fills no s'escandalitzen per la nuesa del pare, sinó per la seva embriaguesa que, des del punt de vista platònic, és el símbol de l'esclavatge de l'ànima dins del cos.
2. El diluvi (Gènesi, 6,5). El pintor representa l'escena amb un gran dramatisme: s'aprecia als rostres l'angoixa i l'horror davant la fúria dels elements. Segons Ascanio Condivi, primer biògraf de Miquel Àngel, aquesta va ser la primera escena que va pintar a la volta; les dificultats que va trobar en aquesta primera escena va fer que decidís de treballar sol, sense ajudants. Les figures, en posicions diverses, mostren escorços violents. L'estructura existent proporciona a l'escena la impressió de gran espai, en què la disminució de la mida de les figures d'acord amb la llunyania s'ha calculat a ull, sense complir cap càlcul matemàtic; la profunditat s'aconsegueix amb la dinàmica plàstica de les masses i amb el desequilibri de les dues masses asimètriques de les muntanyes dels costats i el buit que s'obre al centre. L'arca del fons s'aprecia com si fos una església, representada per Miquel Àngel com el símbol de la salvació.
3. El sacrifici de Noè (Gènesi, 8,20). Es mostra el sacrifici d'acció de gràcies que Noè va realitzar després del Diluvi universal. L'obra mostra Noè vestit amb una túnica vermella darrere d'una roca que serveix de fogó, on es realitza el sacrifici. Hi ha foc sobre aquest fogó i Noè aixeca la mà assenyalant el cel, en un símbol d'agraïment a Déu. Una anciana, possiblement la seva esposa, s'hi gira per dir-li alguna cosa. Una dona a la dreta de Noè posa una branca al foc i evita de mirar el xai que és sacrificat. A la dreta de l'obra, un home porta una mica de llenya per fer més gran la flama de la foguera. Als seus peus, un home nu acaba d'assassinar un xai, mentre un altre home nu, agenollat, revifa el foc. A l'esquerra del quadre hi ha, en primer terme, un noi que porta el proper xai a sacrificar. La sensació de resistència per part de l'animal és molt intensa. Aquesta escena és la més acadèmica, amb un gran ritme de composició i amb una perspectiva rigorosa que queda ressaltada amb la posició en cantonada de l'altar del sacrifici; els personatges estan ordenats dins d'una figura ovalada.
4. Pecat original i expulsió del Paradís (Gènesi, 2,4). En aquesta zona, ens trobem amb la segona fase de la pintura; es creu que, una vegada tretes les bastides, Miquel Àngel va poder contemplar des de la distància l'efecte de les seves pintures i, en conseqüència, s'observa un augment en la mida de les figures així com una disminució en el nombre; naturalment, també és la necessitat temàtica de les següents escenes, en què intervenen menys personatges d'acord amb les històries que es narren. Aquesta escena correspon a dues narracions: el pecat i l'expulsió del Paradís, amb un equilibri perfecte i una torsió de les figures en contrapposto. Existeix una clara al·lusió a Masaccio en relació amb la seva pintura Els primers pares.
5. Creació d'Eva (Gènesi, 2,21). Del costat d'Adam sorgeix Eva amb les mans disposades com si estigués pregant a Déu, el seu creador. La nuesa d'Eva està mancada de seducció; el cos és pesant i el rostre està realitzat amb traços gruixuts; més aviat sembla una matrona romana. Mentrestant, Adam es mostra amb un rostre tranquil i amb una sensació de dolçor. La creació d'Eva és una altra escena pintada per Miquel Àngel que no gaudeix de gaire èxit entre els espectadors, tot i que es troba al costat del fresc més famós de tots, el de la Creació d'Adam. Per primera vegada, en el cicle de frescos, hi trobem Déu aturat a la Terra. En aquest cas, el seu aspecte és més terrenal. Els seus cabells i barbes ja no són platejades, sinó que s'han tornat groguenques. Déu es cobreix amb una túnica blava sobre la seva vestimenta rosa que, en altres ocasions, porta. Tot i així, conserva les seves proporcions i queda imponent, més si es compara la seva mida amb la d'Eva. Com a model per a aquesta representació, l'artista es va inspirar en les escultures que havia vist l'any 1494, i que havia realitzat Jacopo della Quercia per a la porta magna de l'església de Sant Petroni de Bolonya. En aquest fresc, es pot observar la simbologia dels quatre elements: al sòl rocós la terra, al fons una superfície d'aigua blava, l'aire present en tota la pintura i, finalment, el foc en el color vermell de la túnica de Déu.
6. Creació d'Adam (Gènesi, 1,26). Ningú com Miquel Àngel no ha sabut plasmar la creació de la vida humana amb tanta senzillesa i força; aquest misteri, realitzat amb la feliç pensada de la transmissió per contacte dels dits, es mostra com si fos un punt d'electricitat. Segons Ernst H. Gombrich, és «un dels més grans miracles de l'art».

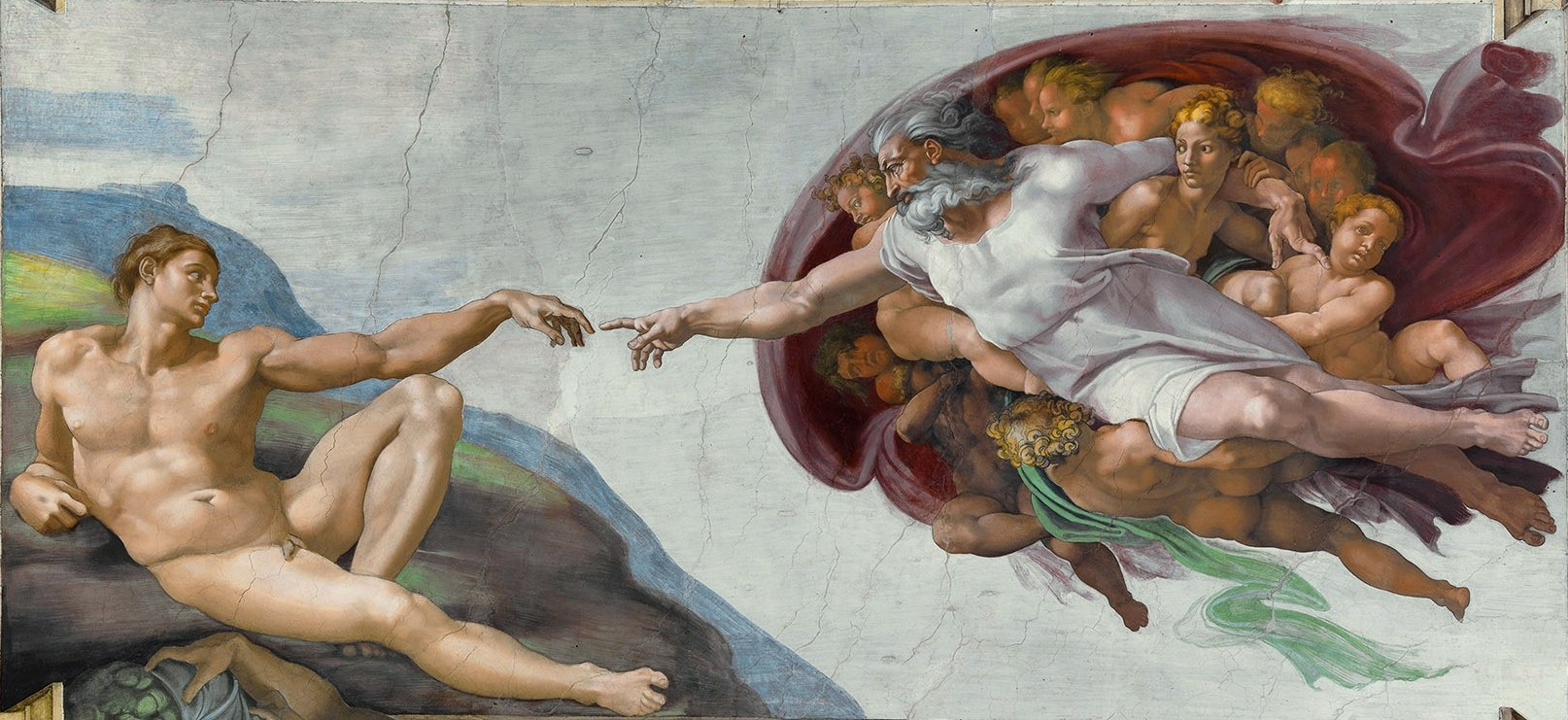
La creació d'Adam de Miquel Àngel, a la capella Sixtina, amb el Creador a punt de tocar-lo amb un dit per donar-li la vida

Déu té el braç esquerre voltant d'una figura femenina, que ha estat interpretada com la d'Eva, esperant el moment de la seva creació o també com la representació de la imatge de Lilit, la mítica primera esposa d'Adam. L'origen de la llegenda hebrea de Lilit com a primera dona d'Adam es deu al fet que el Gènesi explica dues vegades la creació d'Adam i Eva. En el Gènesi, 1:27 («I Déu va crear l'home a la seva imatge, a la semblança de Déu el va crear; creà l'home i la dona») i també en el Gènesi, 2:22 («I de la costella que havia tret de l'home, el Déu Etern en va fer una dona i la dugué a l'home»). La inspiració de Miquel Àngel podria provenir de l'himne medieval Veni Creator Spiritus, en què es demana que el dit de la mà paterna dreta (digitus paternae dexterae) doni als fidels amor i cor. Existeix un contrast entre l'estructura esfèrica del mantell que embolcalla el Creador i tots els àngels, i el fet d'allargar la línia del seu cos cap a Adam, un contrast ple d'energia i d'una dinàmica violenta. Adam, en canvi, mostra una superba bellesa amb unes formes harmòniques i indolents, i allarga la mà per trobar la vida.

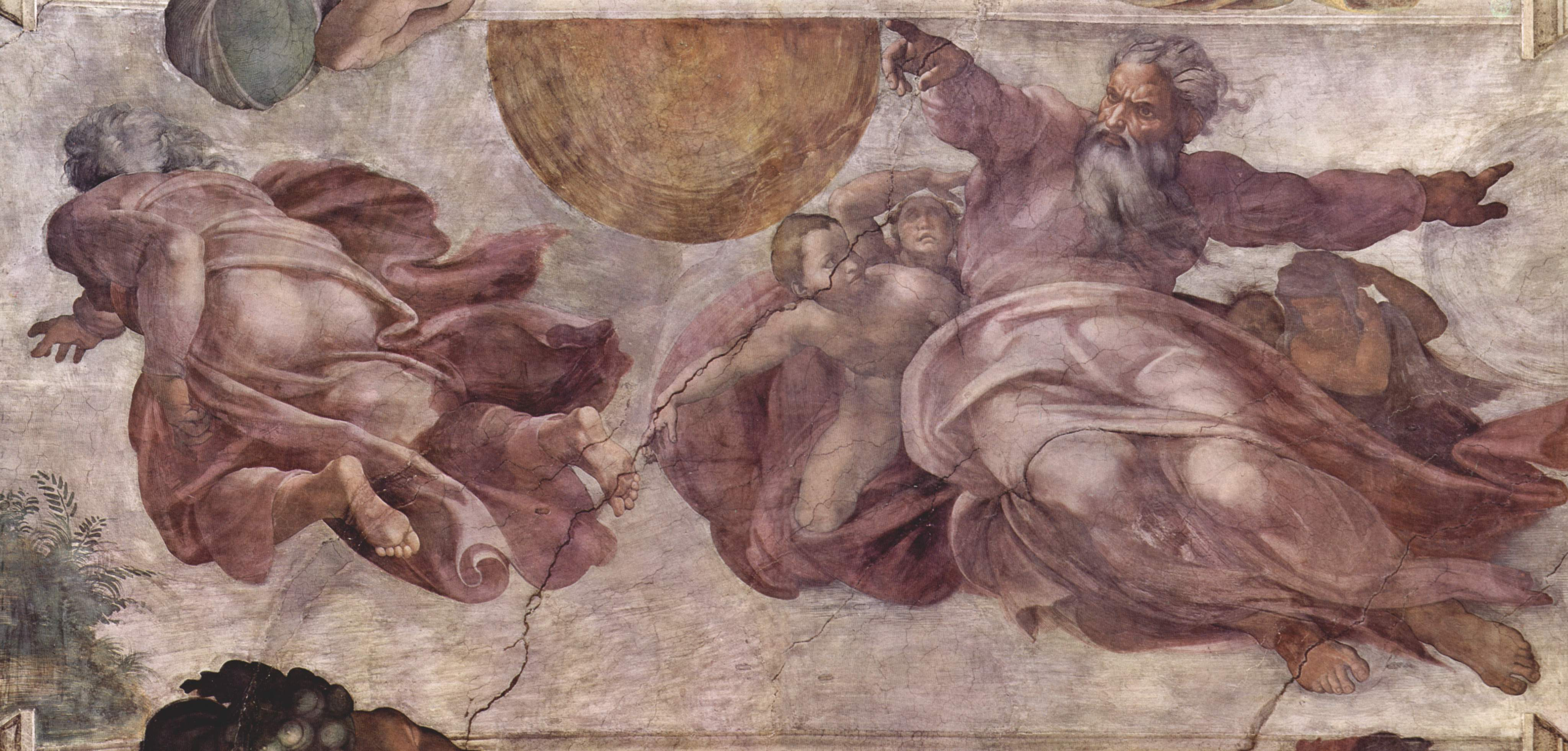
Creació del sol i les plantes

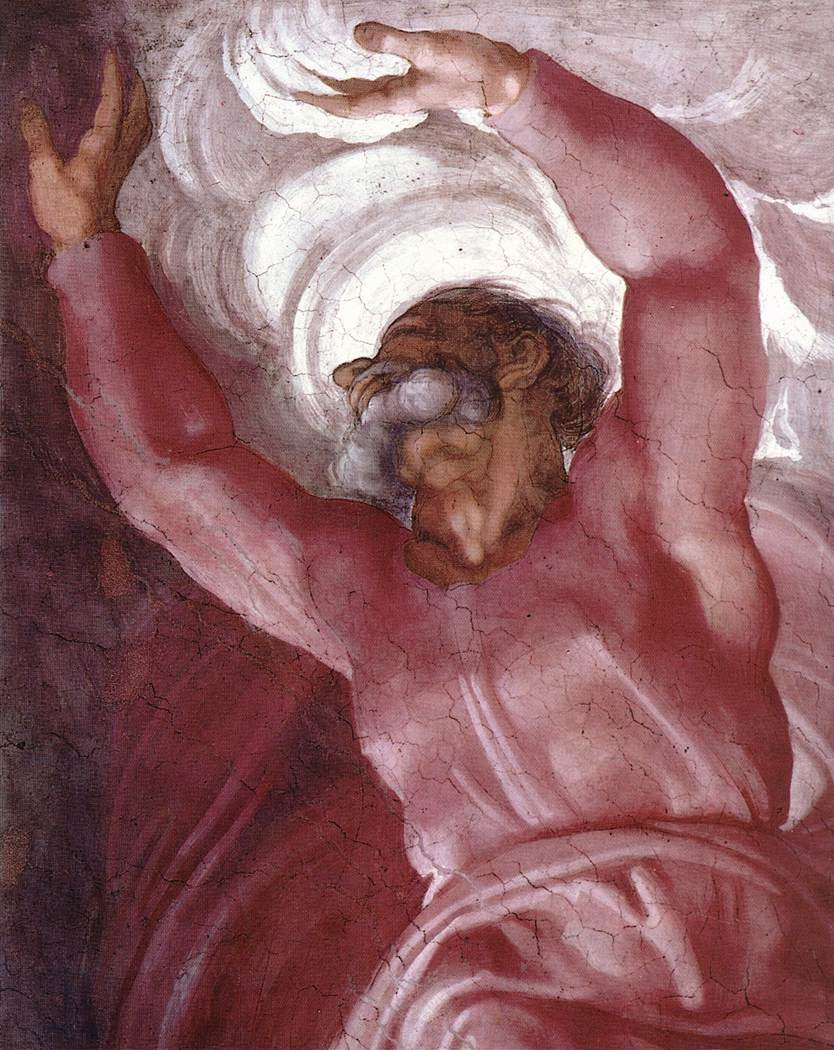
Detall de Déu suportant el pes del cosmos

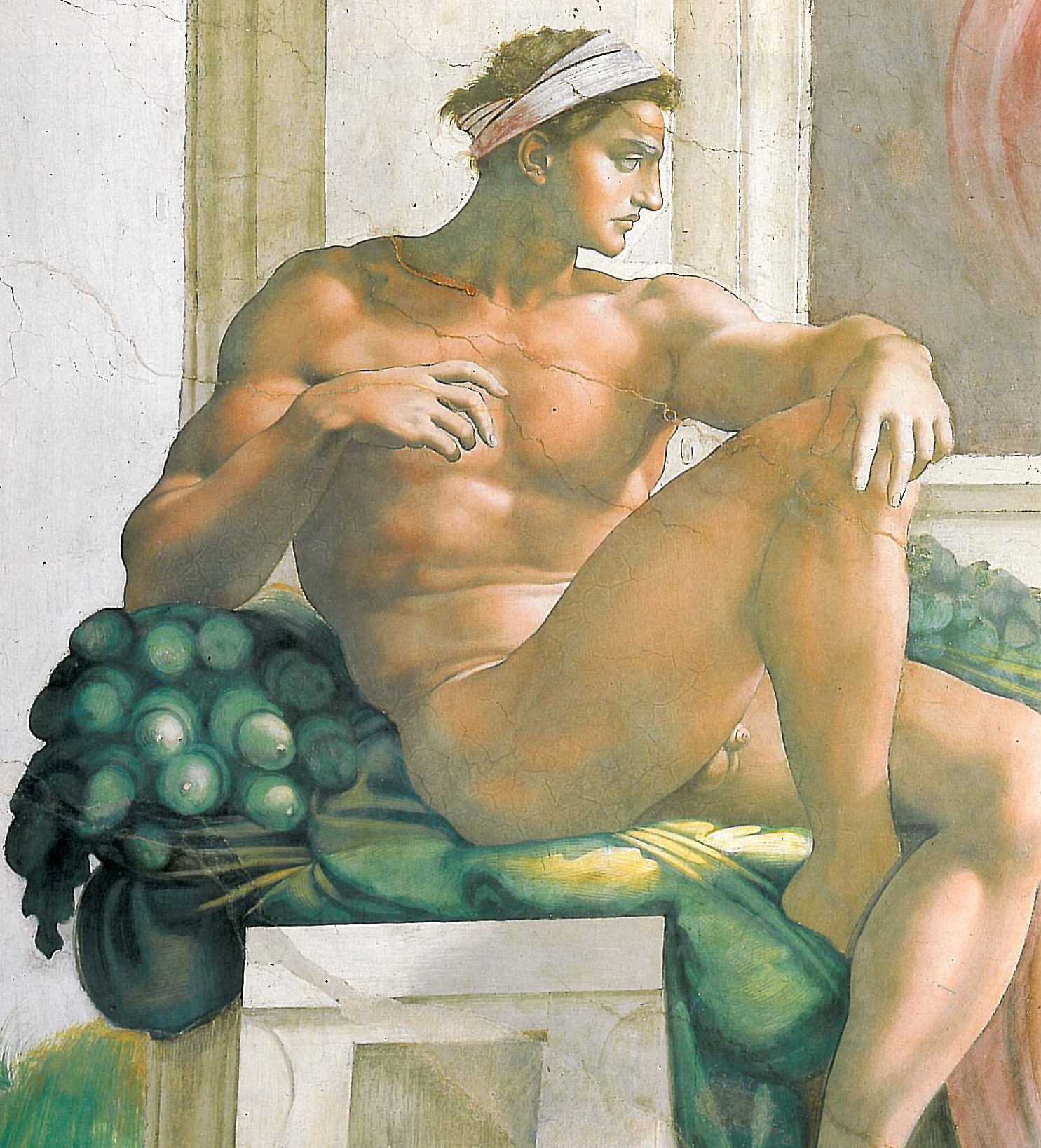
Un dels ignudi de Miquel Àngel

7. Separació de les aigües (Gènesi, 1,9). Déu està representat volant amb els braços estesos transmetent energia amb les mans i ordenant la separació de les aigües i de la terra. Aquesta pintura té una gran acceptació per la mestria de la seva realització malgrat la seva simplicitat; a l'esquerra del fresc, es pot observar una taca blava, que podria ser el mar. Un altre cop, Déu apareix amb la seva túnica rosada. A la seva dreta hi ha dos àngels; l'un està amagat i només se li veu el rostre definit a la penombra, i l'altre s'aferra a la cama de Déu i es gira amb cautela per veure el que hi ha al darrere. A l'esquerra de Déu, hi ha un altre àngel que apareix mig tapat pel cos del Creador.
8. Creació del sol i les plantes (Gènesi, 1,4). En aquest tram, es representen el tercer i el quart dia de la creació. Hi ha una doble figura de Déu, que apareix d'esquena creant les plantes i, al costat, de front, creant els astres amb un gest poderós. La tècnica i el realisme amb què està pintat el petit paisatge, en què hi ha pastura verda i plantes, és pobre si el comparem amb la majestuositat de la figura del Creador. Miquel Àngel evitava aquestes escenes amb paisatges i sempre buscava pretextos per dibuixar la figura masculina. La doble presència potser al·ludeix a l'omnipresència del Creador.
9. Separació de la llum de la foscor (Gènesi, 1,4). Amb una gran originalitat a l'escorç, les dues mans separen la nit del dia; com si fos un atlant, Déu suporta el pes del cosmos. Sobre ell, s'obren alguns núvols que deixen passar una mica de llum. La túnica rosa de Déu es mou bruscament creant l'efecte de moviment. Al costat dret de Déu hi ha foscor, però la llum és present des de dalt cap a la seva esquerra. En aquesta pintura, Déu es mostra sol, sense el seguici d'àngels. És la pintura més senzilla de la sèrie.
S'alternen en aquestes escenes alguns nus masculins anomenats ignudi, els quals donen un toc sensual a l'obra, i alguns medallons que representen altres moments de la història de la Bíblia, pintats com si fossin un gravat, imitant el bronze.

### Figures nues oignudi
Els adolescents nus, vint en total, representen les anelles entre l'humà i el diví. Són l'equivalència dels àngels de la tradició cristiana i el dels amors de la tradició platònica. Segons la iconografia, els ignudi poden representar els putti del segle xv, ja que els putti acostumaven a tenir la missió de sostenir blasons, és a dir, els medallons que ara sostenen els nus de Miquel Àngel.
Els va realitzar amb anatomies potents, i tots presenten una actitud diferent, asseguts sobre unes estructures, també fingides, de marbre; solen acompanyar-se d'ornaments de caràcter vegetal. Amb una gran varietat en el joc de braços i cames, s'inclinen cap enrere o cap endavant amb una gran llibertat, i mostrant una clara relació amb els conceptes platònics de la bellesa i de l'Eros. Se n'han fet interpretacions que apunten a un possible símbol sensual, o amb relació a algun tipus d'esclavitud.

### Medallons

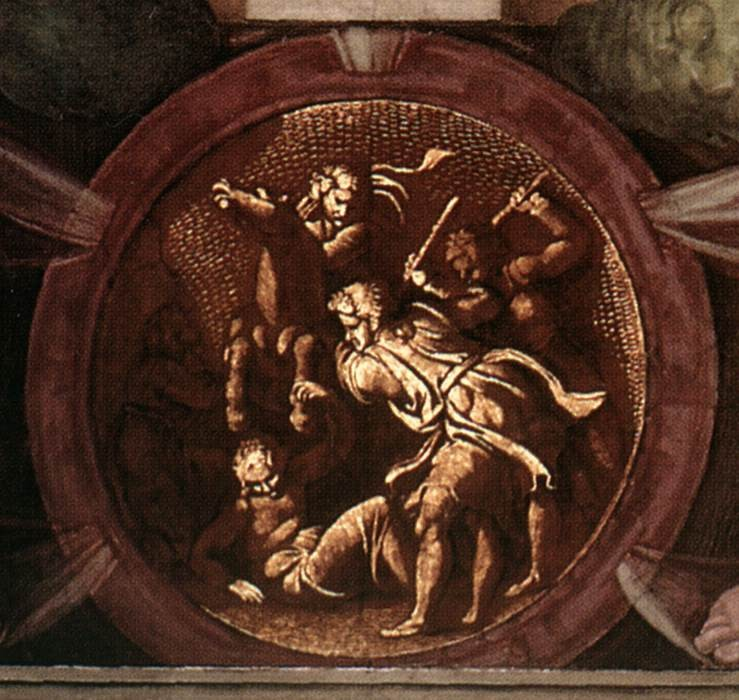
Mort d'Uries

Les petites escenes bíbliques mostrades en els deu escuts circulars sostinguts pels ignudi estan pintades de manera que imiten el bronze i tenen un tractament amb pa d'or. Cadascú està decorat amb un quadre extret del Llibre dels macabeus, de l'Antic Testament. Els temes, en gairebé tots els casos, són dels més vergonyosos dels episodis bíblics, amb l'única excepció de l'escena d'Elies, que es va elevar al cel amb un carruatge de foc, tot deixant Eliseu en un estat de desesperació. En quatre dels cinc medallons més ben acabats, l'espai està ple de xifres.
L'aplicació de l'or serveix per delimitar els frescos. En alguns frescos realitzats per Perugino, també s'havia emprat pa d'or per destacar els plecs de les túniques; Miquel Àngel l'empra en els medallons potser inspirant-se en els que apareixen en un arc de triomf romà existent en què hi ha un episodi de la vida de Moisès realitzat per Botticelli.
La tècnica que ha emprat és inusual en la pintura al fresc, i tot i ser original, no n'és l'únic exemple; és la mateixa tècnica que es va emprar per a decorar escuts en les desfilades. El color, en aquest cas, s'ha fet a base de ratlles amb els colors ocre, vermell i negre, i així aconsegueix els tons clarobscurs de la composició. Les vores de l'ombra estan pintades o, més aviat, dibuixades amb pinzell, amb un traç molt lineal per així definir els contorns de les formes. Destaca la lluminositat dels colors i dels contorns. En general, s'usa guix blanc, o estan pintats de manera molt fina amb pintura blanca; però, en aquest cas, el pa d'or substitueix la pintura blanca i s'ha aplicat en el fresc exactament com si s'hagués fet servir el mateix mètode de definició de contorn usat en el negre de línies.

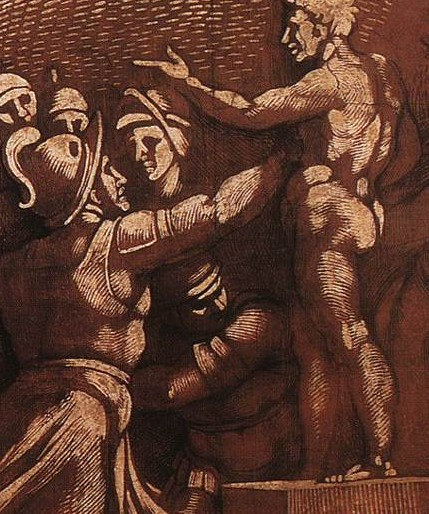
Detall de Destrucció de la imatge de Baal

Els deu medallons que sostenen els ignudi representen les escenes següents:
- Sacrifici d'Abraham (Gènesi XXII, 9)
- Destrucció de la imatge de Baal (II Reis X, 25)
- Extermini de la tribu d'Acab (II Reis X, 17)
- Mort d'Uries (II Samuel XI, 24)
- Natan i David (II Samuel XII, 17)
- Mort d'Absalom (II Samuel, XVIII)
- Joab dona mort a Abner (II Samuel III, 27)
- Mort de Joram, fill d'Acab (II Reis IX, 21)
- Elies sobre el carro de foc (II Reis II)
- Incomplet

### Petxines
A les quatre petxines de la volta, hi ha representades quatre històries de l'Antic Testament, quatre moments decisius per a la salvació del poble d'Israel.
- La serp de bronze. En l'execució d'aquesta pintura, s'entreveuen ressonàncies de la impressió que li va causar a Miquel Àngel la visió del Laocoont i els seus fills, trobat a Roma l'any 1506. La història narra el fet que durant l'èxode del poble jueu, aquest va patir l'atac d'una plaga de serps. Moisès va intercedir davant Déu per salvar-los, i Déu va manar la realització d'una serp de bronze que quedés penjada d'un pal; després li va dir: "Tota persona que hagi estat mossegada i la miri, viurà".
- David i Goliat. Es mostra el moment en què David decapita Goliat amb la mateixa espasa del filisteu. La figura del gegant està realitzada amb un escorç molt forçat, tot amplificant el dramatisme del moment, que contrasta amb la pintura blanca de la tenda de campanya col·locada al fons de la composició.
- El martiri d'Aman. El nu del centre de l'escena expressa un gran dramatisme, que és l'equivalent als Captius de la tomba de Juli II. La història conta que Ester, una jueva, va ser proclamada reina de Pèrsia pel rei Assuer. Aman, el seu primer ministre, va intentar destruir el poble jueu, però Ester ho va impedir, i Aman va ser crucificat.
- Judit i Holofernes. Aquest episodi es narra en tres escenes:

- a la part esquerra, un guàrdia es troba adormit;
- a la dreta, es veu la figura d'Holofernes, que jeu decapitat, i
- a la part central, hi ha les figures de Judit amb la seva serventa, que va vestida del color groc representatiu de l'Església, per contrast amb el color blanc de Judit, símbol de la puresa. Cobreixen amb una tela el cap d'Holofernes, que porten en una safata. Es diu que aquest rostre és un autoretrat del mateix Miquel Àngel.

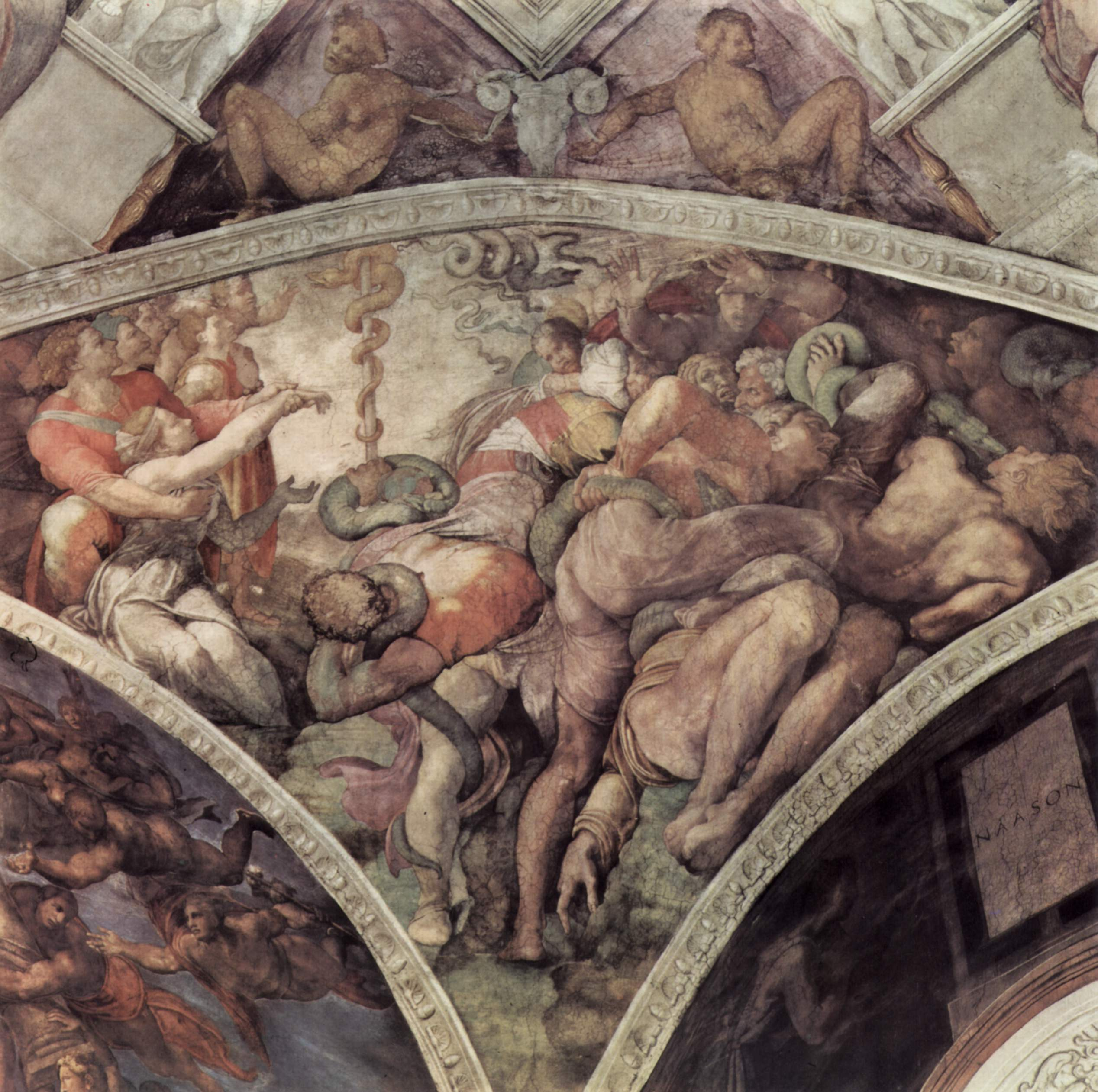
La serp de bronze
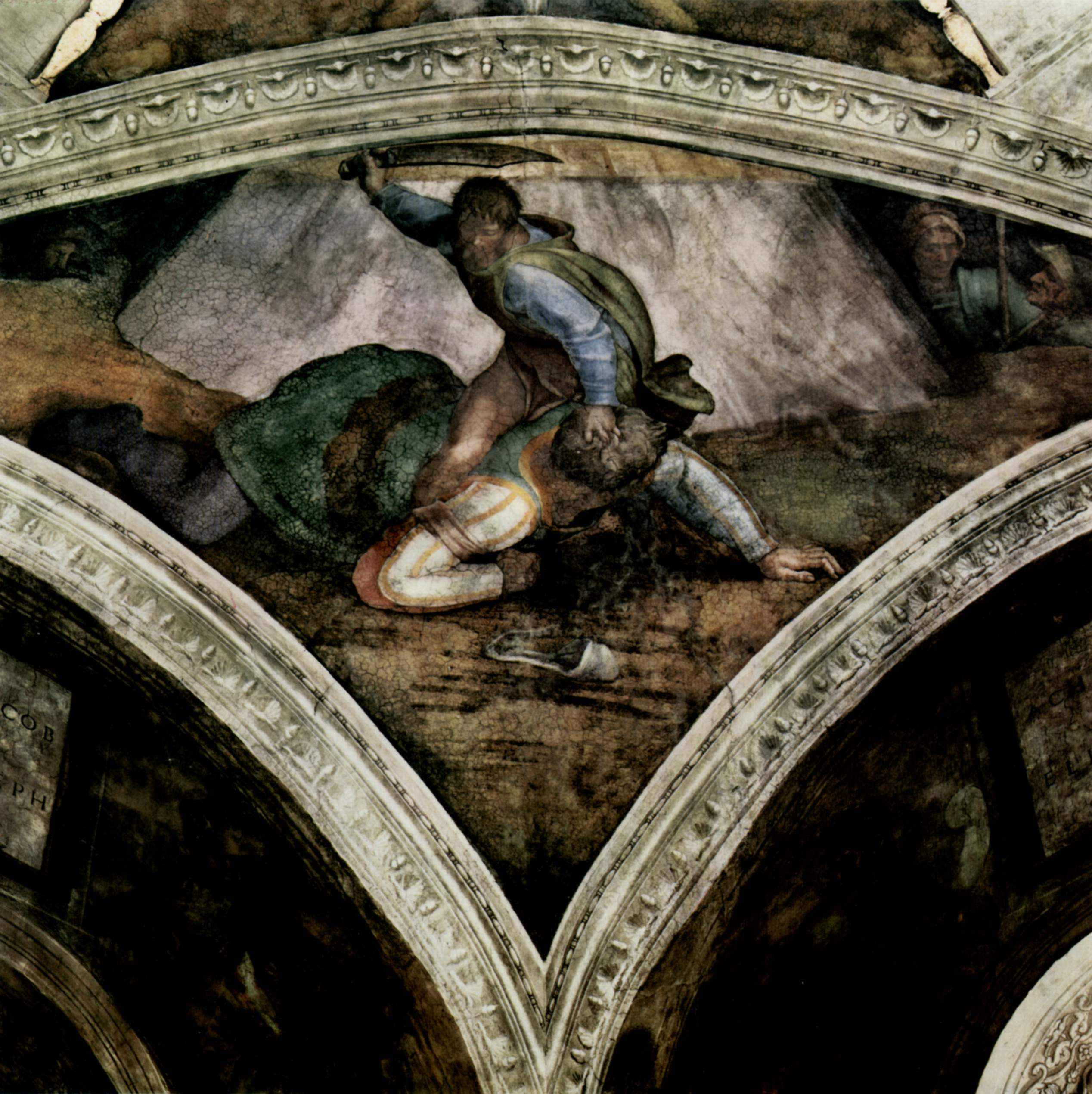
David i Goliat
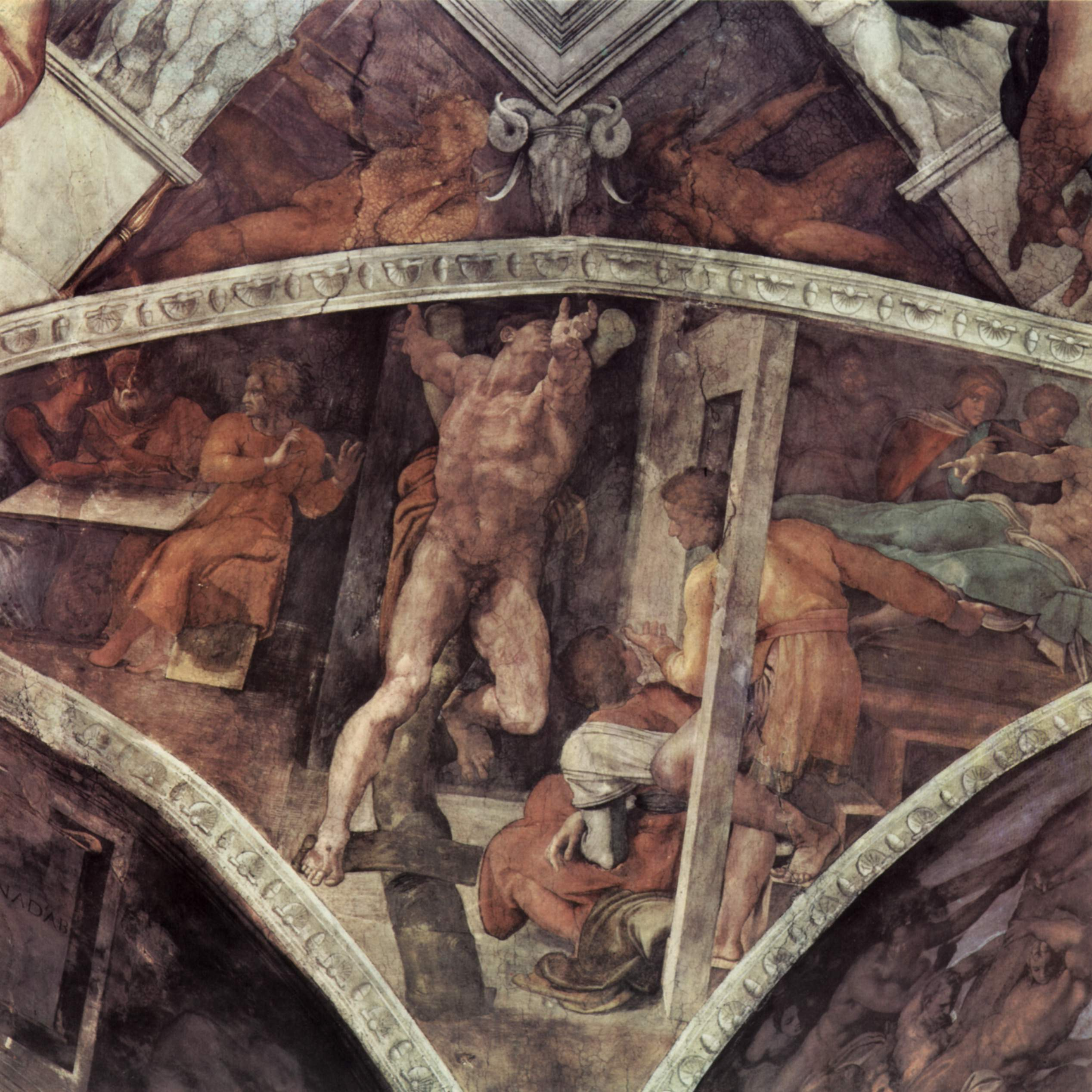
El martiri d'Aman
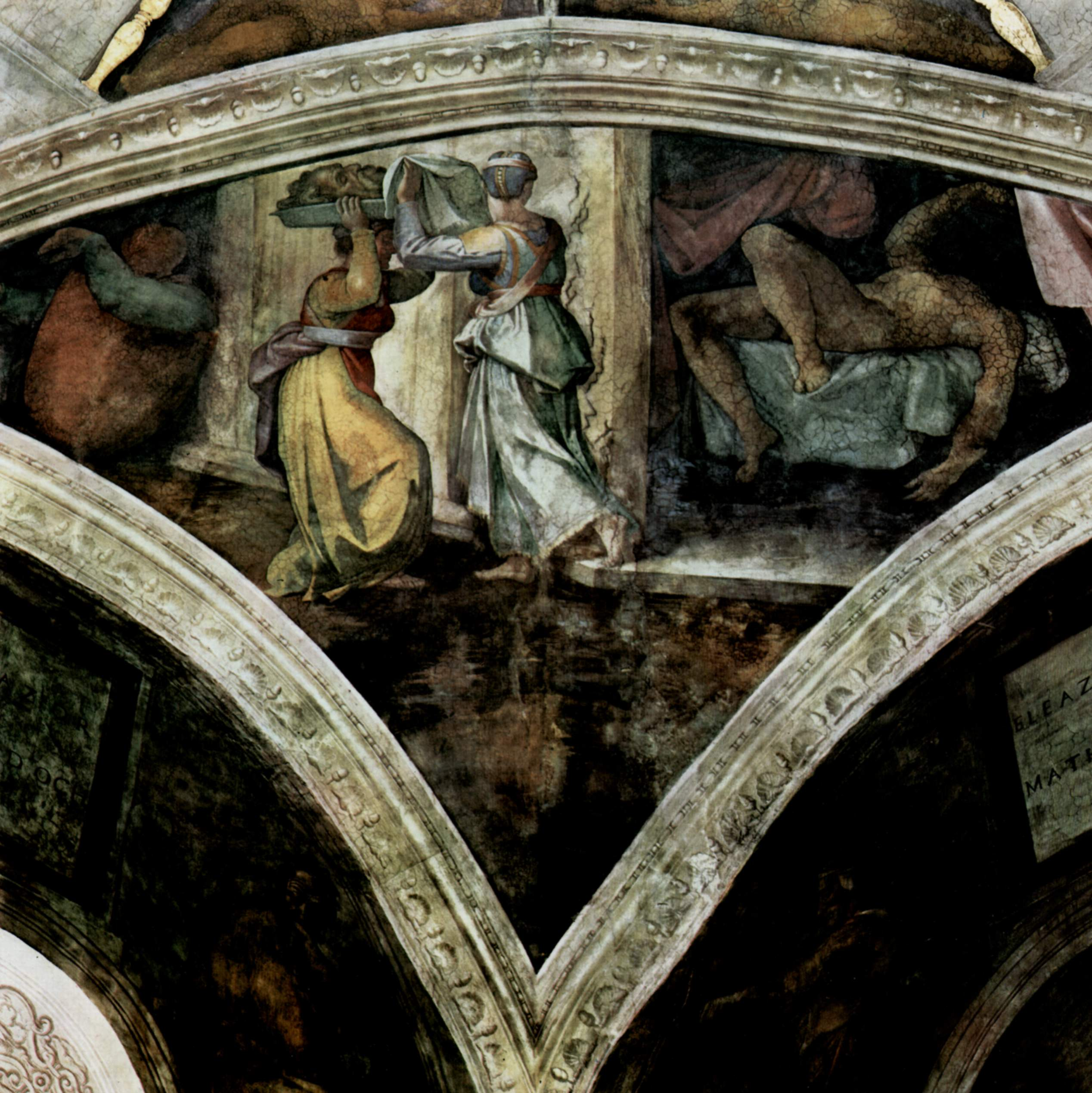
Judit i Holofernes

### Profetes i sibil·les

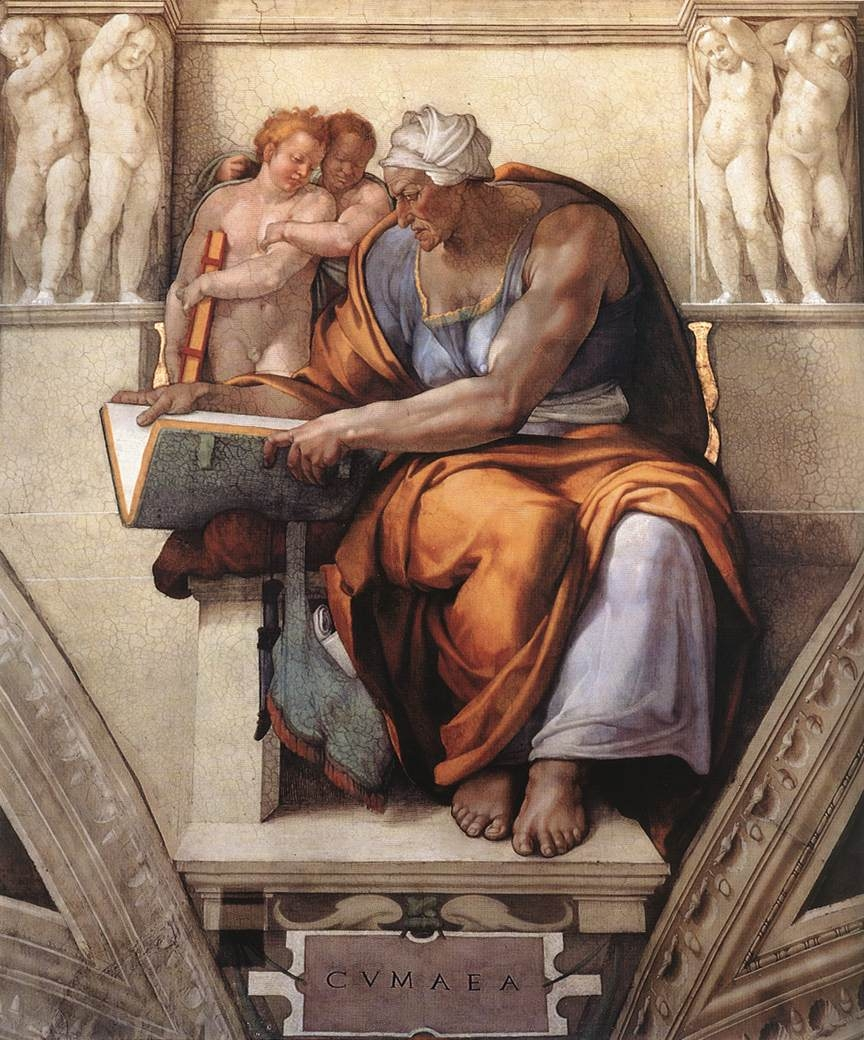
Sibil·la cumana

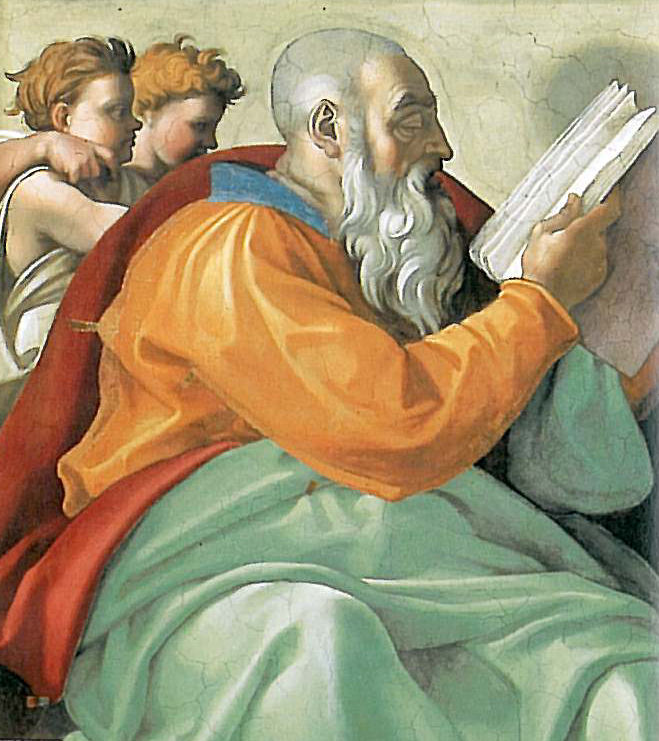
Detall del profeta Zacaries

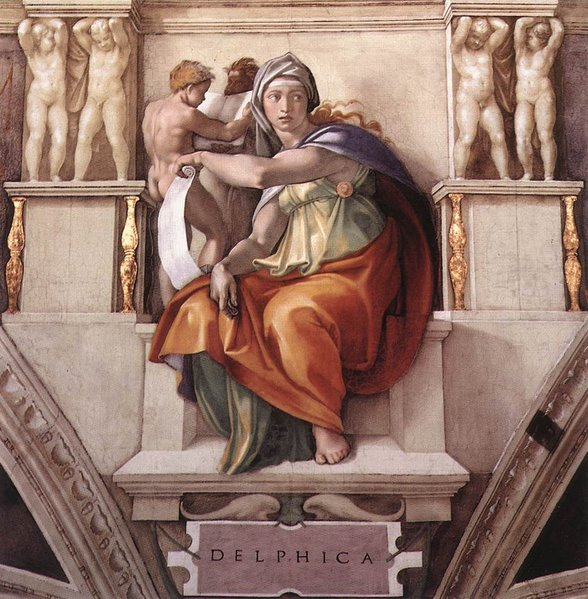
Sibil·la dèlfica

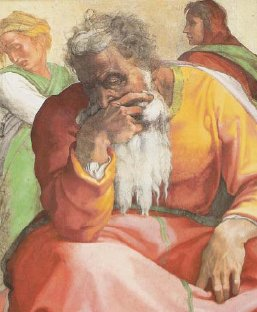
Detall del profeta Jeremies

La representació dels profetes de l'Antic Testament i les sibil·les ocupen, alternant-se, espais triangulars; són les figures més grans del conjunt de la volta. Les sibil·les i els profetes s'emmarquen en la visió de l'anunci del Messies, encarnant les esperances de la humanitat cristiana. Tots ells estan asseguts en grans trons de marbre, i entre dos pilars amb dues columnes d'or cadascú; el valor plàstic dels cossos és més intens a conseqüència de la densitat dels colors i el repartiment dels plecs de les vestimentes. En els pilars de marbre, hi ha pintades escultures simulades de petits cupids nus. Sota els profetes, en llatí, apareix el nom de cadascú. Els profetes hebreus representen la preparació de la nova era espiritual. Les sibil·les van entrar a formar part de la iconografia cristiana a l'edat mitjana. Miquel Àngel s'ha remès al llibre Mirall històric de Vincent de Beauvais, que les va incloure en l'art sagrat. Des del segle xvi, són cada vegada més representades en la pintura italiana.
- Jonàs. La figura de Jonàs, sobre l'altar, acompanyat per la balena, té un moviment més gran que qualsevol altra figura, ultrapassant el lloc assignat.
- Sibil·la líbia. Aquesta sibil·la era la sacerdotessa de l'oracle de Zeus al desert de Líbia. Segons l'historiador Freedberg és, entre totes, la que:

| «                                                         | tendeix més a un arquetip de bellesa constituït per la bellesa física i el posat formal [...]. En un sentit específic, cal considerar-la com el desenvolupament d'una de les idees, la de bellesa formal, que en un altre lloc de la volta […] havien aparegut com un dels elements de la sèrie que componien el conjunt, sintètic, d'una madura imatge clàssica. | » |
| — Freedberg, Sydney (1993). Painting in Italy, 1500-1600. | |   |

- Daniel. El profeta Daniel, de jove, es troba escrivint; li aguanta el llibre un petit putto.
- Sibil·la cumana. L'ancianitat de la sibil·la de Cumes, amb una actitud solemne i posseint uns membres robusts, harmonitza amb les representacions de les figures dels profetes; d'aquesta manera, i amb els tons matisats de groc i violeta junt amb el monocrom del fons, l'artista aconsegueix la suavitat i l'equilibri plàstic. De la sibil·la de Cumes diuen que, concedides per Apol·lo, va viure nou vides humanes de cent deu anys. Apol·lo va concedir a la sibil·la el desig de viure tants anys com grans de sorra cabessin a la seva mà; però aquesta concessió no comportava la joventut, de manera que va envellir tant que la van posar dins d'una gàbia al temple d'Apol·lo, a Cumes. Per aquesta raó, Miquel Àngel la va pintar com una vella. També es pot veure un dels àngels situat al seu costat, portant un llibre que li vol donar. Això fa referència a la tradició segons la qual la sibil·la va oferir nou llibres de profecies al rei Tarquini el Superb, tot demanant-li un alt preu per aquests; en rebutjar el rei aquesta quantitat, la sibil·la va anar destruint els llibres, fins que quan en quedaven tres, el rei va acceptar pagar per aquests la quantitat inicial. Els llibres sibil·lins van ser portats al temple de Júpiter on van romandre fins a l'any 83 aC, quan van ser destruïts pel foc.[42]
- Isaïes. Isaïes recolza en el seu llibre, inclinat, i obté la visió de les coses divines. Ell ha vist el triomf del poble israelià, l'alliberació de Babilònia i l'arribada de Crist.
- Sibil·la dèlfica. Es copsa en el seu rostre una alternativa pròpia del manierisme, que contraposa la serenitat clàssica de la sibil·la de Cumes amb la nova sensibilitat més femenina representada per aquesta sibil·la. De les figures femenines pintades per Miquel Àngel és una de les més belles; l'artista recorre a una composició helicoïdal formada per la torsió del cos cap a l'esquerra mentre que el cap, junt amb la mirada, gira en el sentit contrari.[43]
- Zacaries. Considerat un dels profetes menors, apareix representat com un ancià amb grans barbes blanques, i està llegint un llibre. Segons Vasari, el profeta sembla cercar alguna cosa que no troba al llibre. El posat de Zacaries permet que es mostrin els dos angelets per veure les Escriptures.
- Joel. La figura d'aquest profeta és solemne a causa de la mirada penetrant i de l'actitud de gran concentració que manté sobre el rotlle desplegat.
- Sibil·la d'Eritrea. Anomenada també sibil·la heròfila, va ser la que va endevinar els fets de la Guerra de Troia; també se'n diu que va realitzar composicions poètiques amb acròstics en fulles vegetals. Representada com una dona jove, es troba asseguda i gira el cos cap a un llibre. El pintor realitza les figures femenines amb aire viril, amb grans volums. L'àngel del fons es troba sostenint una torxa que simbolitza la il·luminació de la seva inspiració.[44]
- Ezequiel. Apareix representat com un ancià corpulent i està parlant amb un jove que es troba al seu costat; el punt de mira de la composició se centra en la mà oberta d'Ezequiel. El color vermell de la túnica proporciona l'efecte d'un cos vigorós, tot i l'edat que té.
- Sibil·la pèrsica. És una dona anciana i forma part d'una composició circular. Particularment, destaca el cos atlètic i l'actitud com d'estàtua, i també cal referir-se a l'efecte de contrallum que s'observa al cap; el perfil, en ombra, contrasta amb la claror de les seves robes.
- Jeremies. En aquesta figura, el que més crida l'atenció és la gran concentració que mostra, la seva forma compacta i recollida, que intenta expressar la dimensió del seu pensament.

### Figures nues de bronze

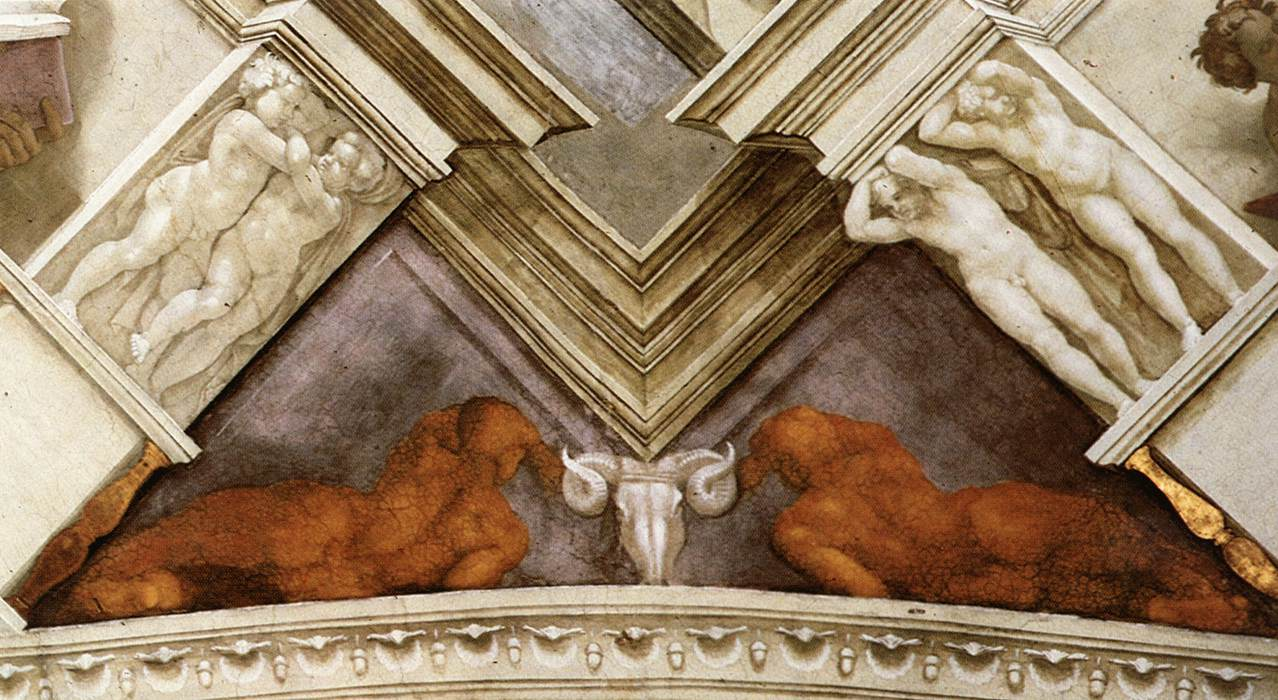
Parella de figures simulant bronze

Situats en la mateixa franja on es troben les representacions dels profetes i les sibil·les, i els triangles sobre els avantpassats de Crist, Miquel Àngel va pintar unes figures de nus disposades de dues en dues, que simulen el color del bronze.
Aquestes figures, es creu que simbolitzen els dimonis i estan separades per un crani de moltó, símbol de la mort i el pecat. Totes les parelles es troben en posicions diferents.

### Avantpassats de Crist
Als triangles arquitectònics simulats de sota les finestres i a les llunetes del damunt, es troben pintats més grups de personatges amb un caràcter menys dramàtic que els representats a la resta de la volta. Hi ha escenes més tranquil·les que tracten dels reis d'Israel i els avantpassats de Crist d'acord amb l'Evangeli de Mateu (Ma 1:1-16). Amb aquests frescs, es completen les tres-centes figures que componen tota la representació de la volta de la capella Sixtina.
- Representacions als vuit triangles:

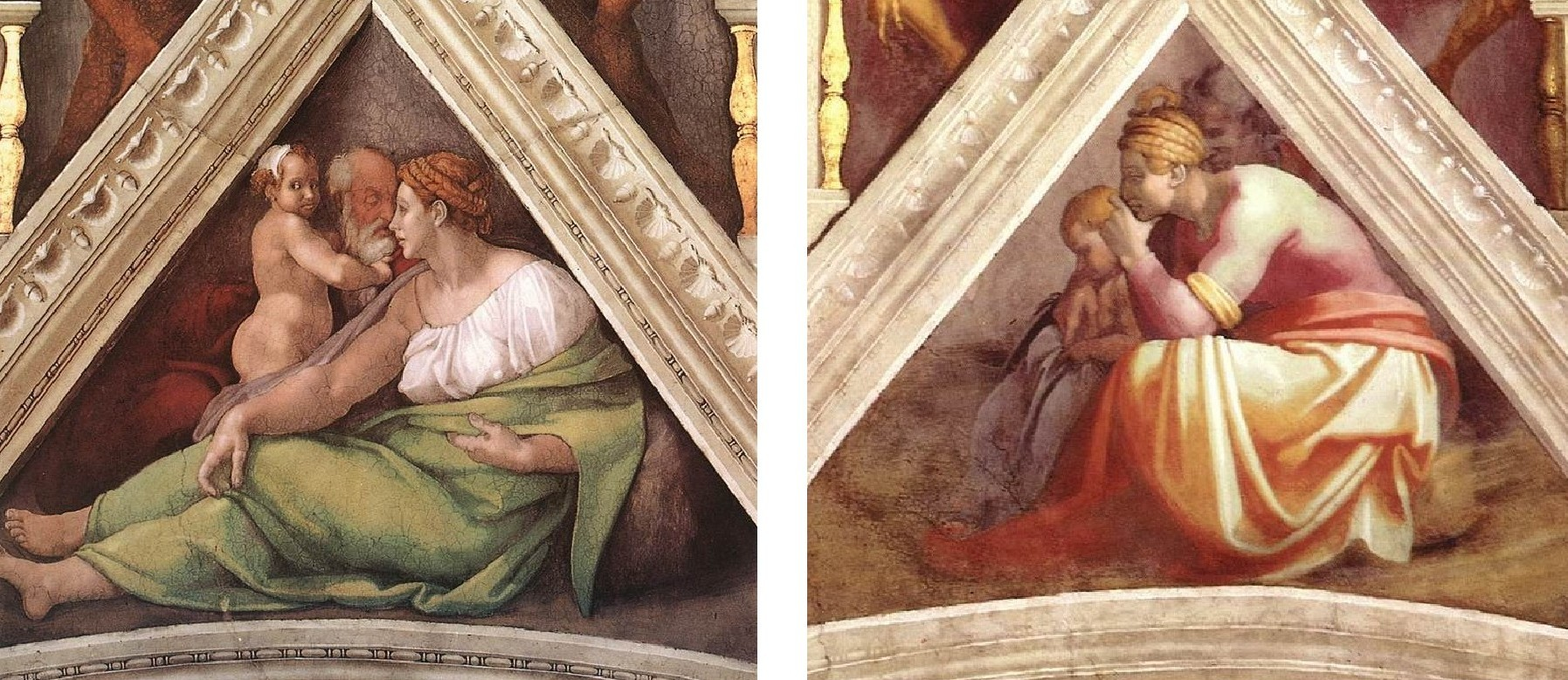
Triangles amb les imatges d'Ezequies i Roboam amb Abies

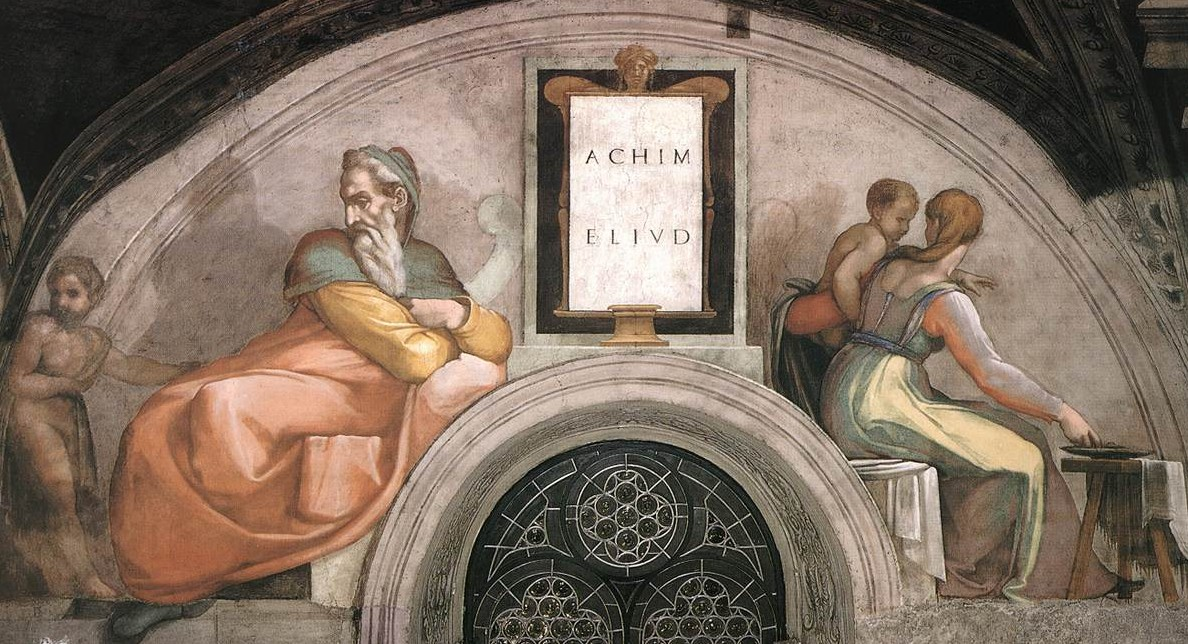
Lluneta amb Aquim i Eliüd

- Josies
- Zorobabel
- Ezequies
- Ozies
- Roboam i Abies
- Salomó
- Jessè, David i Salomó
- Betsabé mare de Salomó

- Representació a les llunetes:

- Eleazar i Matan
- Jacob i Josep
- Azor i Sadoc
- Aquim i Eliüd
- Josies, Jeconies i Salatiel
- Zorobabel, Abihud i Eliaquim
- Ezequies, Manassès i Amon
- Ozies, Jotam i Acaz
- Salmon, Booz i Obed
- Naasson
- Amminadab
- Fares, Hesron i Aram
- Abraham, Isaac, Jacob i Judà

## Anàlisi

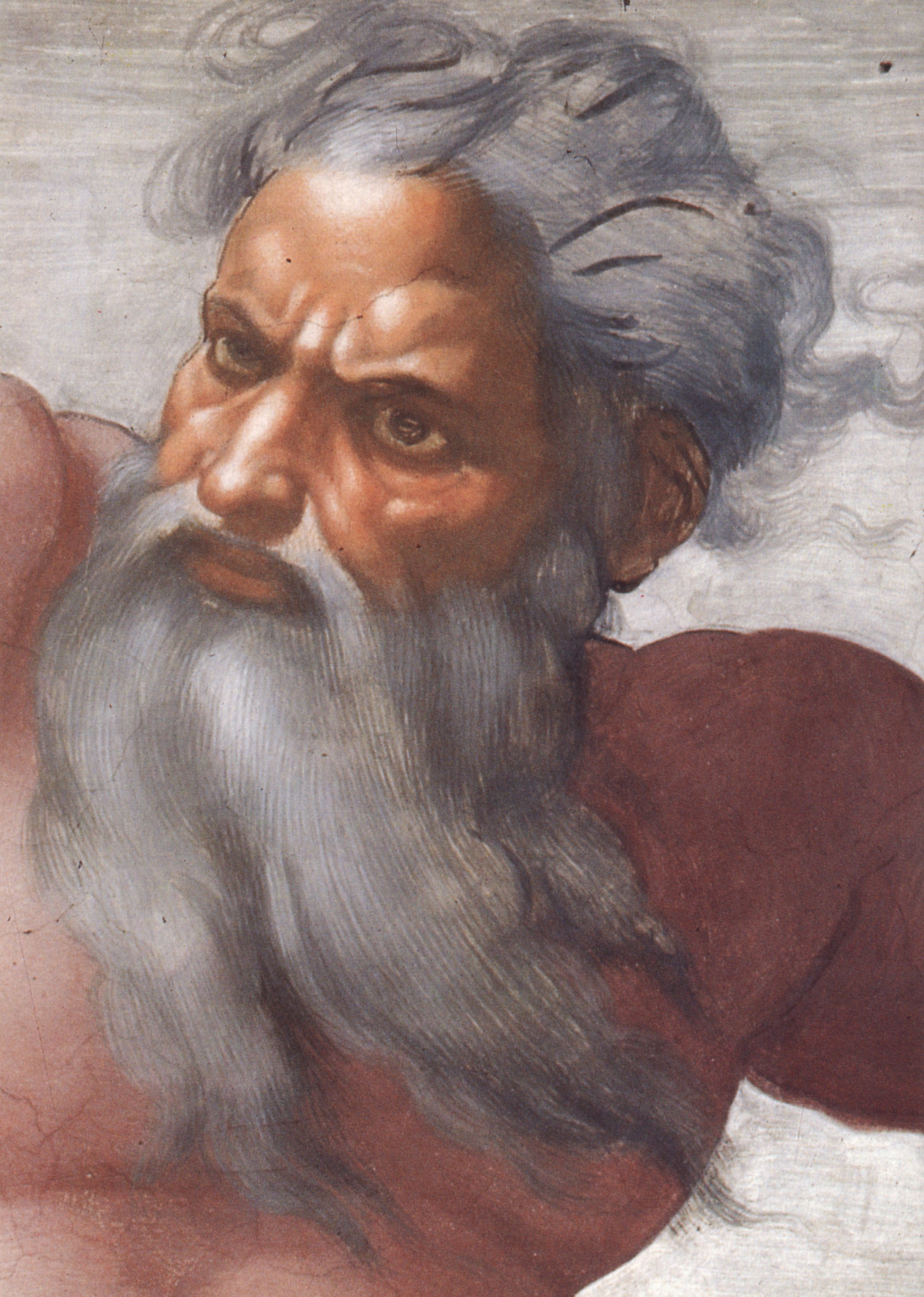
Detall del rostre de Déu Pare en la Creació del sol i les plantes, que ha quedat com una iconografia de la representació del Déu creador

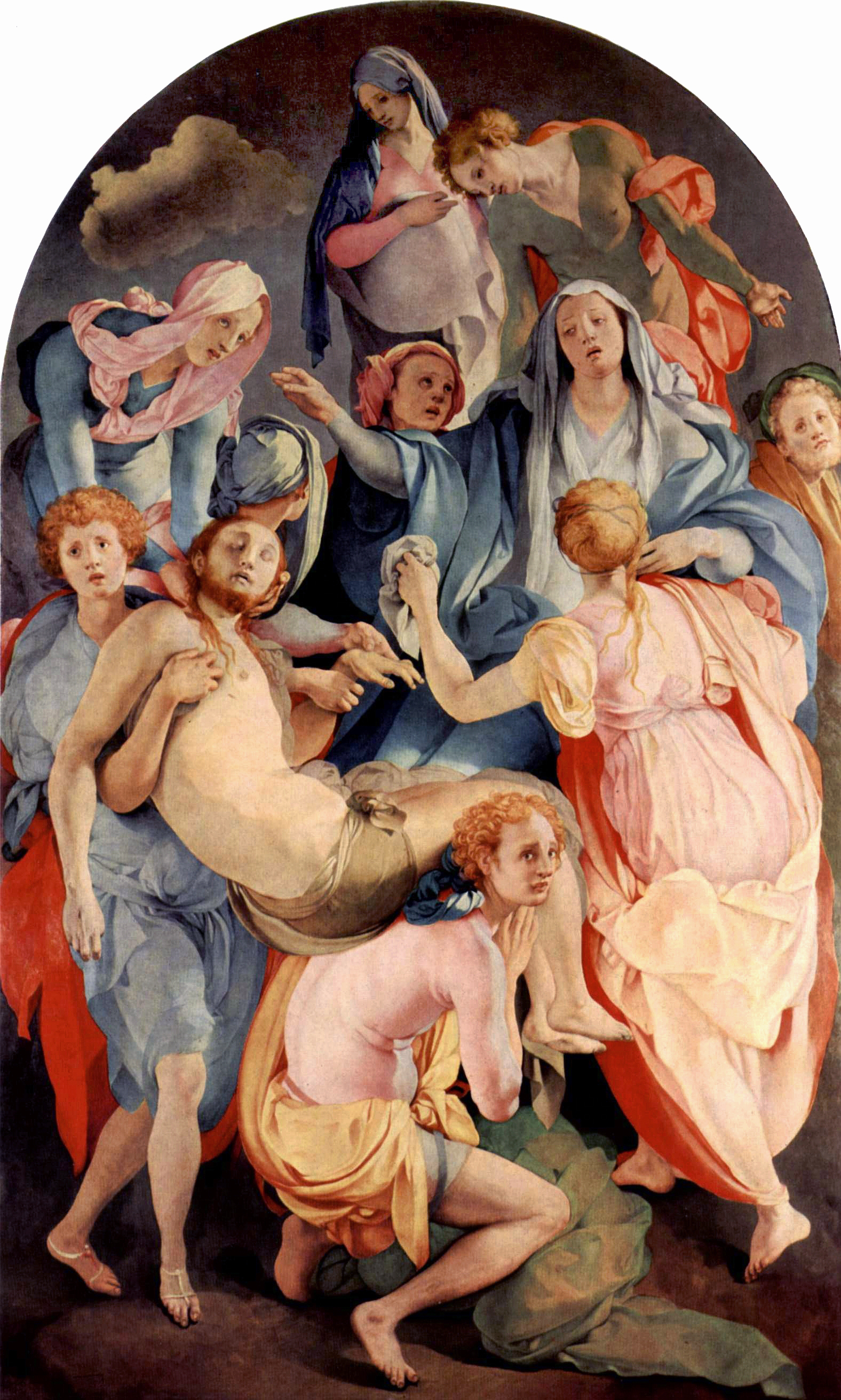
Davallament de la creu, per Jacopo Carrucci

Vasari va escriure sobre el mestratge de la volta de la capella Sixtina:
| « | "una realització personal que, entre les difícils i belles, és bellíssima i dificilíssima" | » |

Delacroix en va dir:{{cita| "si el seu estil ha contribuït a corrompre el gust, la seva imitació i exemple han exaltat i elevat successivament per damunt de si mateix totes les generacions de pintors que l'han succeït."

El crític Julio E. Payró:
| «                                                                        | "I això és el que va fer Miquel Àngel quan es va veure obligat a pintar, desentenent-se en una àmplia mesura d'altres elements -com per exemple el paisatge- que utilitzen els qui són pintors de vocació. Mai no se sent més còmode ni assoleix una major grandesa que quan es permet de presentar la figura exempta, com si fos una estàtua en l'espai, sense cap fons pintoresc. Vegeu la potència que aconsegueix quan representa la Creació del món o la Creació d'Adam." | » |
| — Julio E. Payró, El Juicio del Siglo XX: Pinacoteca de los Genios, 1964 | |   |

Teresa Camps, de la Universitat Autònoma de Barcelona, en la seva obra La tensió creativa d'un transgressor, afirma que la figura humana és la protagonista indiscutible de l'obra de Miquel Àngel, que és el seu llenguatge visual, preferentment en el terreny de l'escultura; quan la seva obra és pictòrica, dona preferència sobretot a la figura dels personatges humans representats, excloent pràcticament els fons de paisatges naturals, i les figures sempre estan disposades sobre espais buits o, si és el cas, amb una simulació de marcs arquitectònics. En les seves representacions, va aconseguir un model humà enèrgic, vital i expressiu, amb sentiments i passions, tot mantenint l'energia i aspecte viril en el cos femení; així, en el rostre de la dona, més que de la bellesa ideal, es pot observar un reflex del pensament i la tensió de la seva vida interior. Va humanitzar la divinitat i va donar rostre als personatges mítics o bíblics, incloent-hi Déu. A Miquel Àngel, se'l relaciona amb la imatge iconogràfica del Déu creador.

## Influència
Les pintures de Miquel Àngel a la capella Sixtina van ser el símbol de la pintura renaixentista i el començament del manierisme. El pintor florentí Jacopo Carrucci, conegut com a Pontormo, va quedar clarament influït per les pintures de Miquel Àngel; s'aprecia l'aire miquelangelesc en les positures, els gestos, la bellesa dels seus nus i el refinament cromàtic, sobretot en l'obra El davallament de la creu (1526-1528) de la capella Capponi de Florència. Les figures de joves, vestits amb teles de colorit lívid i, per damunt de tot, la bellesa dels rostres recorden els ignudi de la volta de la capella Sixtina.
Rosso Fiorentino, company de Pontormo i alumne d'Andrea del Sarto, va ser un altre pintor seguidor de Miquel Àngel. Seguí les línies i colors de les pintures de la volta de la Sixtina i on s'aprecia millor aquesta influència és en el seu Davallament de la creu i en el Moisès i les filles de Jetro.
Altres artistes en què es pot observar la influència directa de Miguel Ángel són Andrea del Sarto, Correggio, Tintoretto, Annibale Carracci, Paolo Veronese i El Greco.
Vasari afirmava que s'arribava a l'art per la imitació de la "manera" (manierisme) dels mestres. Aquest autor veia en Miquel Àngel un missatger de Déu, algú que ha vingut a la Terra per realitzar la perfecció absoluta. Va ser necessària la influència de Pietro Aretino perquè Vasari tingués una visió més crítica i deixés de considerar Miquel Àngel com un personatge diví, admetent conceptes artístics diferents dels de Miquel Àngel i reconeixent el fracàs dels que van voler acontentar-se a imitar-ne l'estil al peu de la lletra; fins i tot va arribar a condemnar el manierisme. A més a més, no abunden els pintors "ni tan sols entre els més originals (...) en els quals la invenció no sigui més o menys una forma de record".
Gabriele Bartz i Eberhard König han dit dels ignudi: "No hi ha cap imatge que hagi tingut un efecte més durador en les generacions següents que la dels ignudi. A partir d'aquí, es poden veure moltes obres decoratives ja siguin pintades, realitzades en estuc o, fins i tot, esculpides".

## Restauració
Entre 1980 i 1989, es desenvoluparen treballs de neteja i restauració de la volta, ennegrida pel pas dels anys. Aquesta restauració va provocar moltes objeccions per part d'historiadors d'art, per la gran magnitud que representava. Es va fer una petició al papa Joan Pau II per parar aquesta restauració, signada per diversos artistes dels Estats Units, entre ells Robert Motherwell, Robert Rauschenberg, Christo, George Segal i Andy Warhol.
Aquesta operació va descobrir una gamma de colors clars i àcids, cosa que demostrava que Miquel Àngel va ser un precursor dels manieristes i, d'altra banda, que s'oposava a les característiques de la pintura de l'època influïda per l'esfumat de Leonardo da Vinci.

El papa Joan Pau II en l'homilia del 9 d'abril del 1994, durant la inauguració de les obres de restauració de la capella Sixtina va dir:
| « | Pel que sembla, Miquel Àngel, a la seva manera, es va deixar guiar per les suggestives paraules del Gènesi que, respecte a la creació de l'ésser humà, baró i dona, adverteix: «Estaven tots dos nus, però no s'avergonyien l'un de l'altre» La capella Sixtina, si es pot parlar així, és precisament el santuari de la teologia del cos humà. En donar testimoni de la bellesa de l'ésser humà creat per Déu, baró i dona, la capella Sixtina expressa també, en certa manera, l'esperança d'un món transfigurat. | » |